# Soyauxia
Soyauxia Oliv. – rodzaj roślin należący do rodziny Peridiscaceae Kuhlm. Obejmuje co najmniej 5 gatunków występujących w strefie tropikalnej Afryki Zachodniej.

## Systematyka
Rodzaj ten należy do słabo poznanej rodziny Peridiscaceae Kuhlm. o niejasnej pozycji systematycznej i składzie, która jest włączana do rzędu skalnicowców (Saxifragales).
Wykaz gatunków
- Soyauxia floribunda Hutch.
- Soyauxia gabonensis Oliv.
- Soyauxia grandifolia Gilg & Stapf
- Soyauxia talbotii Baker f.
- Soyauxia velutina Hutch. & Dalziel